# Killala Bay/Moy Estuary SAC
Killala Bay/Moy Estuary SAC este o arie protejată (arie specială de conservare — SAC, sit de importanță comunitară — SCI) din Irlanda întinsă pe o suprafață de 2.187,73 ha, integral pe uscat.

## Localizare
Centrul sitului Killala Bay/Moy Estuary SAC este situat la coordonatele 54°12′16″N 9°09′51″W / 54.204561°N 9.164044°V.

## Înființare
Situl Killala Bay/Moy Estuary SAC a fost declarat sit de importanță comunitară în octombrie 1999 pentru a proteja 23 de specii de animale. Situl a fost protejat și ca arie specială de conservare în martie 2020.

## Biodiversitate
Situată în ecoregiunea atlantică, aria protejată conține 10 habitate naturale: Estuare, Terase mlăștinoase și terase nisipoase neacoperite de apă la reflux, Vegetație anuală la limita mareei, Faleze cu vegetație de pe coastele atlantice și baltice, Salicornia și alte specii anuale care populează regiunile mlăștinoase și nisipoase, Pășuni atlantice udate de apa mării (Glauco-Puccinellietalia maritimae), Dune mobile cu vegetație embrionară, Dune mobile de-a lungul țărmului cu Ammophila arenaria („dune albe”), Dune de coastă fixe cu vegetație erbacee („dune gri”), Depresiuni intradunale umede.
La baza desemnării sitului se află mai multe specii protejate:
- păsări (20): rață pitică (Anas crecca), rață fluierătoare (Anas penelope), rață mare (Anas platyrhynchos), pietruș (Arenaria interpres), Branta bernicla, Calidris alba, fugaci de țărm (Calidris alpina), Calidris canutus, prundaș gulerat mare (Charadrius hiaticula), scoicar (Haematopus ostralegus), sitar de mal nordic (Limosa lapponica), ferestrașul mare (Mergus merganser), culic mare (Numenius arquata), cormoran mare (Phalacrocorax carbo), ploier auriu (Pluvialis apricaria), ploier argintiu (Pluvialis squatarola), călifar alb (Tadorna tadorna), fluierar cu picioare verzi (Tringa nebularia), fluierarul cu picioare roșii (Tringa totanus), nagâț (Vanellus vanellus)
- mamifere (1): focă obișnuită (Phoca vitulina)
- nevertebrate (1): Vertigo angustior
- pești (1): Petromyzon marinus

Pe lângă speciile protejate, pe teritoriul sitului au mai fost identificate 2 specii de plante, 1 specie de nevertebrate, 1 specie de pești.